# Asakusa Kid
Asakusa Kid è un libro del 1988 (edito in Italia da Mondadori nel 2002) nel quale Takeshi Kitano racconta e ricorda le sue origini artistiche nel popolare distretto di Asakusa a Tokyo. 

## Trama
Nel 1973 Kitano, dopo aver abbandonato l'università, trascorre le giornate alternando il perder tempo con il lavoro di barman, fino all'illuminazione: andare ad Asakusa e diventare attore comico!. Qui, in un locale di strip-tease chiamato Français, incontrerà il suo maestro Senzaburo Fukami e avrà inizio, tra bevute di sakè, ballerine, sketch e reali episodi tragicomici, la gavetta che porterà alla nascita di Beat Takeshi. A chiudere il libro due sketch celebri del Français.